# Комит
Ко́мит, или ко́мес (лат. comes), — древнеримское, а затем и византийское должностное лицо.
Ранее комесом (спутником, попутчиком, провожатым, сопровождающим) назывался провожатый высших чиновников в древнеримских провинциях, а впоследствии — императоров. Так, в частности, из эпиграфических источников известен некий Луций Аусидий Монтан, комит Гая Кальвизия Сабина в Африке в 45—44 гг. до н. э.
Должность комита появилась в IV веке в результате реформ Константина «Великого», и название «комес» (comes) сделалось титулом всех государственных и придворных чиновников, даже не принадлежавших к императорской свите. Комиты были как в сфере гражданского управления, так и в сфере военных дел. Позднее это слово заимствовали готы и стали употреблять его для названия должностей в своём государственном аппарате, по аналогии с употреблением в поздней Империи.
Позднее комитом стали именовать помощника командира галеры в иностранных гребных флотах.

## Комиты гражданской сферы
- Комит личного имущества — лицо, ведавшее личным имуществом императора, доходы с которого шли на государственные нужды. Должность была создана императором Анастасием, передавшим часть доходов от личных императорских имуществ государственной казне. Юстиниан упразднил эту должность.
- Комит sacri stabuli — главный конюший императора; военачальник, ведавший императорскими конюшнями
- Комит священных щедрот — чиновник, ведавший государственной казной, главный казначей
- Комит частного имущества (comes rei privatae) — чиновник, ведавший эксплуатацией и сбором доходов с государственных и частных имуществ императора
- Комит федератов — военачальник федератов, подчиненный магистру милитум.
- Комит доместиков — глава доместиков. Существовало два командира доместиков, а именно — начальник конницы (Комит доместиков эквитум — Comes domesticorum Equitum) и начальник пехоты (Комит доместиков педитум — Comes domesticorum Peditum).

## Комиты по военным делам

### Римская империя
В военном деле комит (comes) — начальник войск, размещённых в древнеримских провинциях. Эта должность была выше, чем должность дукса, но младше, чем должности магистров — магистра пехоты (magister peditum) или магистра конницы (magister equitum, эта должность существовала ещё в республиканском Риме). Комесы командовали отдельными легионами. Notitia Dignitatum — документ эпохи поздней Империи, конца IV или нач. V века, содержащий список должностей, — упоминает шесть таких должностей со званиями «высокородный муж» (vir spectabilis) на западе и два — на востоке тогдашней Римской империи.
- Comes Aegypti — комит, который отвечал за защиту римского Египта.
- Comes Isauriae — комит, отвечавший за защиту римской Исаврии.
- Comes Italiae — комит, отвечавший за защиту римской Италии.
- Comes Africae — комит, отвечавший за защиту римской Африки.
- Comes Argentoratensis — комит, отвечавший за защиту части римской Галлии.
- Comes Avernorum — комит, отвечавший за защиту второй части римской Галлии.
- Comes Britanniarum — комит, отвечавший за оборону римской Британии. Эта должность предположительно исчезла около 410 года, когда римские войска покинули острова навсегда.
- Comes Hispaniarum — комит, отвечавший за защиту римской Испании.

### Помощник командира
Комет, как помощник командира галеры, заведовал нагрузкой на корабль предметов и припасов, на нём лежала забота о кренговании, содержании в чистоте, ошвартовке и постановке на якорь; он рубил и выстреливал мачту, крепил или ставил паруса, исправлял повреждения в корпусе, рангоуте, такелаже и парусах, заведовал каторгой и греблей.

## Эволюция термина
К данному именованию восходят аналоги титула графа в нескольких романских (фр. Comte, исп. Conde, итал. Conte) и германских языках (англ. Count). В славянских языках это слово приобрело значение «знатный человек, староста, землевладелец, крестьянин» и тому подобное. Слово «кмет», очевидно, этимологически связанный с «комит», имел в разных краях (странах) различное значение. Так, в Древней Руси (России) кметы — княжеские дружинники, в Болгарии и Сербии — деревенские старосты, в Польше и Хорватии — зависимые крестьяне, иногда крепостные.